# Callionymus hindsii
Callionymus hindsii là một loài cá biển thuộc chi Callionymus trong họ Cá đàn lia. Loài này được mô tả lần đầu tiên vào năm 1844.

## Phân bố và môi trường sống
C. hindsii có phạm vi phân bố rộng khắp vùng biển Ấn Độ Dương - Thái Bình Dương. Loài cá này sống ở độ sâu khoảng 40 m trở lại.

## Mô tả
Mẫu vật lớn nhất của C. hindsii có chiều dài cơ thể được ghi nhận là 9 cm.
Số gai ở vây lưng: 3; Số tia vây mềm ở vây lưng: 9; Số gai ở vây hậu môn: 0; Số tia vây mềm ở vây hậu môn: 9.